# ای‌بی‌ام ایندستریز
ای‌بی‌ام ایندستریز (انگلیسی: ABM Industries) شرکت مدیریت تأسیسات آمریکایی است، که در سال ۱۹۰۹ تأسیس شد.